# Karel Nedvěd
Karel Nedvěd (bl. im 19. und 20. Jahrhundert) war ein böhmischer Leichtathlet.
Er nahm bei den Olympischen Sommerspielen 1900 am 400-Meter-Hürden-Bewerb teil. Dort startete er im ersten Vorlauf, kam mit einem 3. Platz allerdings nicht über diesen hinaus und belegte im Endergebnis Platz 5. Aufgrund des nur 5-köpfigen Starterfeldes war er damit auch Letzter.
Er trainierte im Leichtathletikbereich von Sparta Prag.